# Букер

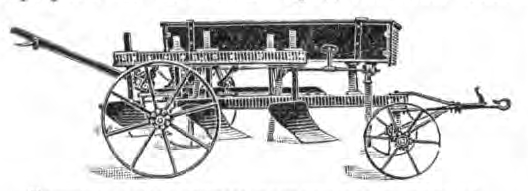
Букер із сівалкою.

Бу́кер — сільськогосподарське знаряддя для поверхневого (12-14 см) розпушування ґрунту. Зазвичай використовувалося на нерозораних полях.

## Опис
Букер старого, «степового», типу це чотириколісний віз з поворотним передом і з кутовим залізним, а іноді чавунним гряділем, крізь який пропущені стійки, 3-х, 4-х і навіть 5-и невеликих корпусів з плоскими лемехами і відвальцями.
Підйомні букери кінця 1920-х років мали підйомний механізм, який полегшував виймання корпусів з ґрунту. Букер був пережитком екстенсивного землеробства і давав досить недосконалу ріллю.
Приєднана до букера сівалка давала можливість одночасно засівати «під корпуси». Головною перевагою букера є те, що його корпуси не забиваються навіть при значній засміченості полів. Досить складний цикл необхідних робіт по обробці зводиться при комбінуванні сівалки і букера до одного процесу, але це тягне за собою неминуче посилення засміченості і зменшення врожаїв; тому букери були витіснені більш досконалими знаряддями і повсюдно заборонені до використання в СРСР.

## Походження
Букери були поширеним сільськогосподарським знаряддям серед німецьких колоністів Катеринославської губернії, і від них були запозичені місцевими хліборобами.